# Балла Ласло Карлович
Ла́сло Ка́рлович Ба́лла (23 липня 1927, Павловце — 28 жовтня 2010, Ужгород) — угорський письменник, перекладач, журналіст. Член КПРС з 1958 до 1989. Народився в селі Павловце (Чехословаччина). Закінчив в Угорщині, в м. Пейч, екстерном педагогічне відділення університету. Син — Балла Карой Ласлович — угорський письменник. Брат — Павло Карлович Балла (1930.18.04 — 2008) — український живописець і педагог. Член спілки художників СРСР. Член національної спілки художників України (1967).
З 1945 проживав в Ужгороді. З 1967 до 1987 р. головний редактор обласної газети «Карпаті ігаз Со» (м. Ужгород), викладав в Ужгородському університеті. Писав переважно угорською мовою. Перекладав твори народів Російської імперії.

## Доробок
Надрукував у періодичних виданнях в свої перекладах поезії Тараса Шевченка «Заповіт», «Минають дні, минають ночі», «Вітер з гаєм розмовляє», «Сонце заходить, гори чорніють», «Один у другого питаєм», «Садок вишневий коло хати» (узагальнено у білінгвальному виданні Тарас Шевченко. «Кобзар»: Поезії / Переклади Л. Балли, А. Гідаша. — Ужгород: «Карпати», 2005).
Йому належать розділ про українського поета в підручнику для шкіл з угорською мовою навчання; статті «Тарас Григорович Шевченко» («Карпатський календар», 1957), «Найбільший український поет» («Карпатський календар», 1964), «Переклик велетнів» (про Шевченка і Шандора Петефі, 1961), «Учитель і брат» (1964, обидві — в «Закарпатській правді») та «Вони хочуть знати поета-велетня» (про переклади творів Шевченка угорською мовою, 1966, «Закарпатська правда»). Автор вірша «Біля могили Шевченка», який надруковано в альманасі «Карпати» (1958, № 2).
Автор понад 50 книжок для дорослих та дітей. Основні з них: «Співай голосніше», «3 відкритим серцем», «Літні вогні», «Хмари без дощу», «їде Пішта на велосипеді», «Промені», «Найвищий показ», «Зойк мідної пластини», «Огненный пасаж», «Під кроною віку»; цикл романів «Місце зустрічі — безмежність», «Кого любить, того й карає», «Голярня до Сліпого», «Аронське благословення», «На грані буття». Є автором книжок з історії мистецтва, педагогіки, підручників з літератури для шкіл України з угорською мовою навчання. Твори Л.Балли перекладалися українською, російською, німецькою, словацькою та іншими мовами.
Нагороджений орденами і медалями. Заслужений працівник культури України. Лауреат Міжнародної премії імені І .Франка та угорської премії імені Лароша Надя.